# Cheorwon
Cheorwon (Cheorwon-gun, âm Hán Việt: Thiết Nguyên quận), có khi viết là Cholwon, là một huyện  ở tỉnh Gangwon, Hàn Quốc. Huyện này có diện tích 899,82 km², dân số năm 2001 là 54.040 người. Huyện này nằm giáp biển giới với Cộng hòa Dân chủ Nhân dân Triều Tiên.

## Khí hậu
| Dữ liệu khí hậu của Cheorwon             | Dữ liệu khí hậu của Cheorwon | Dữ liệu khí hậu của Cheorwon | Dữ liệu khí hậu của Cheorwon | Dữ liệu khí hậu của Cheorwon | Dữ liệu khí hậu của Cheorwon | Dữ liệu khí hậu của Cheorwon | Dữ liệu khí hậu của Cheorwon | Dữ liệu khí hậu của Cheorwon | Dữ liệu khí hậu của Cheorwon | Dữ liệu khí hậu của Cheorwon | Dữ liệu khí hậu của Cheorwon | Dữ liệu khí hậu của Cheorwon | Dữ liệu khí hậu của Cheorwon |
| Tháng                                    | 1                            | 2                            | 3                            | 4                            | 5                            | 6                            | 7                            | 8                            | 9                            | 10                           | 11                           | 12                           | Năm                          |
| ---------------------------------------- | ---------------------------- | ---------------------------- | ---------------------------- | ---------------------------- | ---------------------------- | ---------------------------- | ---------------------------- | ---------------------------- | ---------------------------- | ---------------------------- | ---------------------------- | ---------------------------- | ---------------------------- |
| Cao kỉ lục °C (°F)                       | 13.1 (55.6)                  | 17.5 (63.5)                  | 22.4 (72.3)                  | 29.8 (85.6)                  | 32.5 (90.5)                  | 34.0 (93.2)                  | 36.0 (96.8)                  | 38.4 (101.1)                 | 33.7 (92.7)                  | 29.0 (84.2)                  | 24.0 (75.2)                  | 14.5 (58.1)                  | 38.4 (101.1)                 |
| Trung bình ngày tối đa °C (°F)           | 0.7 (33.3)                   | 4.1 (39.4)                   | 10.2 (50.4)                  | 17.5 (63.5)                  | 22.9 (73.2)                  | 26.7 (80.1)                  | 28.1 (82.6)                  | 28.9 (84.0)                  | 25.0 (77.0)                  | 19.1 (66.4)                  | 10.5 (50.9)                  | 2.7 (36.9)                   | 16.4 (61.5)                  |
| Trung bình ngày °C (°F)                  | −5.7 (21.7)                  | −2.3 (27.9)                  | 3.7 (38.7)                   | 10.5 (50.9)                  | 16.6 (61.9)                  | 21.1 (70.0)                  | 23.8 (74.8)                  | 24.0 (75.2)                  | 18.9 (66.0)                  | 11.8 (53.2)                  | 4.3 (39.7)                   | −3.2 (26.2)                  | 10.3 (50.5)                  |
| Tối thiểu trung bình ngày °C (°F)        | −11.8 (10.8)                 | −8.6 (16.5)                  | −2.6 (27.3)                  | 3.4 (38.1)                   | 10.4 (50.7)                  | 16.1 (61.0)                  | 20.2 (68.4)                  | 20.1 (68.2)                  | 13.6 (56.5)                  | 5.5 (41.9)                   | −1.2 (29.8)                  | −8.6 (16.5)                  | 4.7 (40.5)                   |
| Thấp kỉ lục °C (°F)                      | −29.2 (−20.6)                | −24.6 (−12.3)                | −13.4 (7.9)                  | −8.2 (17.2)                  | 0.9 (33.6)                   | 6.1 (43.0)                   | 11.3 (52.3)                  | 8.8 (47.8)                   | 3.5 (38.3)                   | −6.3 (20.7)                  | −13.8 (7.2)                  | −22.2 (−8.0)                 | −29.2 (−20.6)                |
| Lượng Giáng thủy trung bình mm (inches)  | 18.2 (0.72)                  | 26.3 (1.04)                  | 30.8 (1.21)                  | 69.0 (2.72)                  | 102.4 (4.03)                 | 119.0 (4.69)                 | 400.0 (15.75)                | 347.4 (13.68)                | 121.2 (4.77)                 | 49.9 (1.96)                  | 48.1 (1.89)                  | 22.1 (0.87)                  | 1.354,4 (53.32)              |
| Số ngày giáng thủy trung bình (≥ 0.1 mm) | 6.3                          | 6.0                          | 7.3                          | 8.1                          | 9.1                          | 10.9                         | 16.6                         | 14.3                         | 8.4                          | 6.6                          | 8.1                          | 7.5                          | 109.2                        |
| Số ngày tuyết rơi trung bình             | 9.2                          | 6.2                          | 4.5                          | 0.3                          | 0.0                          | 0.0                          | 0.0                          | 0.0                          | 0.0                          | 0.0                          | 2.3                          | 7.3                          | 29.7                         |
| Độ ẩm tương đối trung bình (%)           | 67.1                         | 63.1                         | 60.5                         | 58.3                         | 64.4                         | 71.4                         | 81.3                         | 81.4                         | 76.9                         | 72.9                         | 71.6                         | 70.0                         | 69.9                         |
| Số giờ nắng trung bình tháng             | 173.3                        | 176.0                        | 196.5                        | 203.7                        | 224.5                        | 198.7                        | 141.9                        | 170.0                        | 187.0                        | 200.6                        | 152.3                        | 159.0                        | 2.183,5                      |
| Phần trăm nắng có thể                    | 52.9                         | 54.7                         | 48.2                         | 49.5                         | 47.1                         | 40.2                         | 28.5                         | 39.1                         | 47.8                         | 53.4                         | 48.6                         | 50.4                         | 46.0                         |
| Nguồn:                                   |                              |                              |                              |                              |                              |                              |                              |                              |                              |                              |                              |                              |                              |

## Đơn vị kết nghĩa
- Gangnam-gu, Hàn Quốc
- Seogwipo, Hàn Quốc[6]